# SRAT

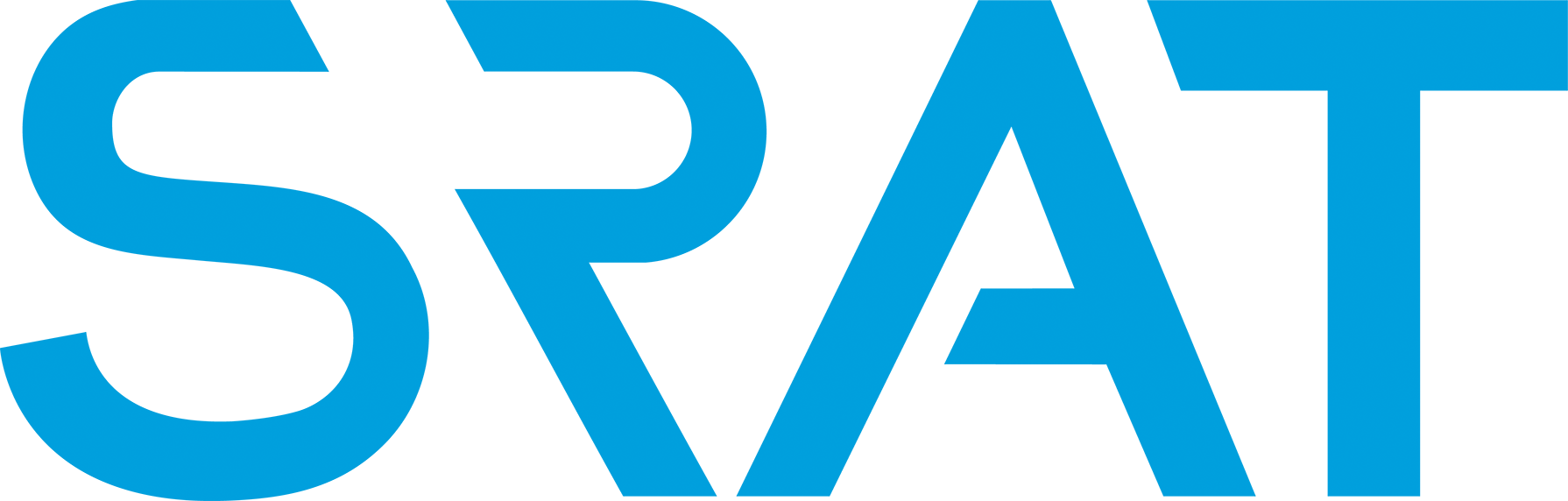
SRAT:s logotyp

SRAT är ett fackförbund för akademiker inom samhällsbärande professioner. Medlemmarna finns inom hälsa, kommunikation och förvaltning och i alla arbetsmarknadssektorer. SRAT är ett av medlemsförbunden i Sveriges akademikers centralorganisation (Saco) och organiserar drygt  20 800 medlemmar (september 2019) i 26 medlemsföreningar.

## Historik
Organisationen bildades 1968. Då fungerade SRAT (SR:s Allmänna Tjänstemannaförbund) som en samarbetsorganisation av små och medelstora föreningar inom Statstjänstemännens Riksförbund (SR). Flera av föreningarna bildades långt tidigare.
SR och Saco gick 1975 samman och bildade centralorganisationen SACO/SR, som 1992 bytte namn till SACO. 1992 ändrade också SACO/SR:s Allmänna Tjänstemannaförbund namn till SACO:s Tjänstemannaförbund SRAT. Och i juni 2003 beslutades åter om namnändring till enbart SRAT, där förkortningen idag fungerar som ett namn och inte längre uttyds.